# بطولة أمم إفريقيا لكرة السلة 2011
بطولة أمم أفريقيا لكرة السلة 2011 هي النسخة السادسة والعشرون من بطولة أمم أفريقيا لكرة السلة، التي تلعب تحت رعاية الاتحاد الدولي لكرة السلة. سكون للفريق الفائز حق في المشاركة بمسابقة كرة السلة في الألعاب الأولمبية 2012 المقرر إقامتها في لندن. كان من المقرر عقد المسابقة في كوت ديفوار، وإقامة المباريات في أبيدجان. ولكن، في عام 2011 اختيرت مدغشقر لاستبدال كوت ديفوار بالاستضافة بسبب الأزمة السياسية في البلاد.

## دور المجموعات
جميع الأوقات حسب ت ع م+03:00

### المجموعة أ
| الفريق  | نقاط | فرق | عليه | له | خ | ف | لعب |
| ------- | ---- | --- | ---- | -- | - | - | --- |
| نيجيريا | 2    | 25+ | 59   | 84 | 0 | 1 | 1   |
| موزمبيق | 2    | 10+ | 67   | 77 | 0 | 1 | 1   |
| مدغشقر  | 1    | 10− | 77   | 67 | 1 | 0 | 1   |
| مالي    | 1    | 25− | 84   | 59 | 1 | 0 | 1   |

## وصلات خارجية
- الموقع الرسمي نسخة محفوظة 28 أغسطس 2011 على موقع واي باك مشين.